# Heva Coomans
Heva Coomans (Parigi, 2 maggio 1860 – New York, 14 luglio 1939) è stata una pittrice belga.

## Biografia
Coomans era figlia del pittore Pierre Olivier Joseph Coomans e di Adelaide Lacroix. Anche sua sorella Diana Coomans fu una pittrice, mentre suo fratello, Oscar Coomans divenne anche un poeta. Come suo padre e sua sorella, dipinse ritratti romantici degli abitanti originari della Pompei antecedente all'eruzione del Vesuvio, ma è anche nota per aver raffigurato giovani donne in altre scene mitologiche ed eroiche.

## Galleria d'immagini

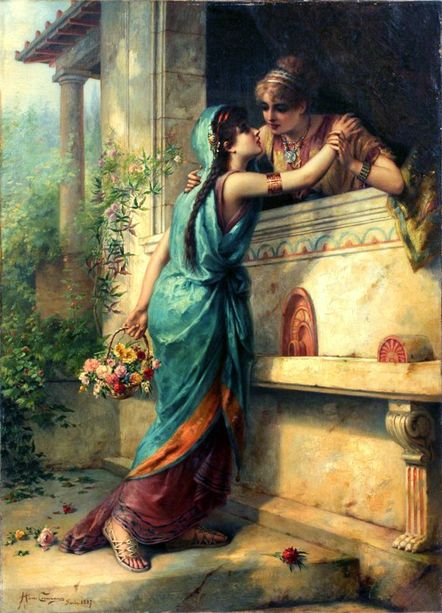
Due donne italiane (1887).
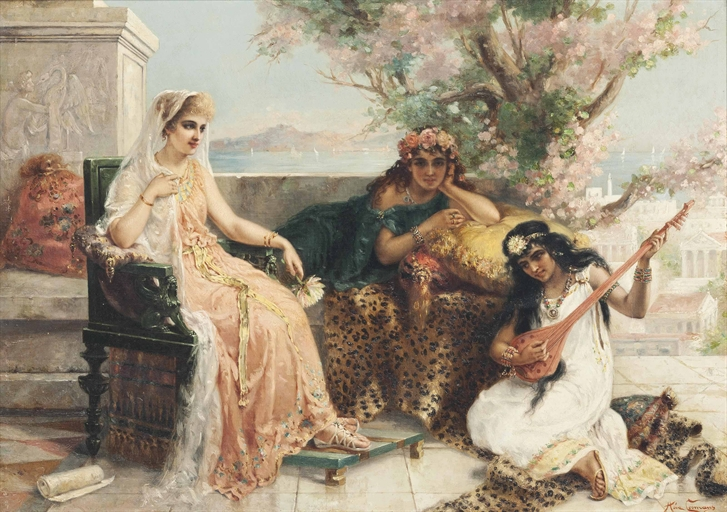
Una melodia per una bellezza romana (ca 1900).
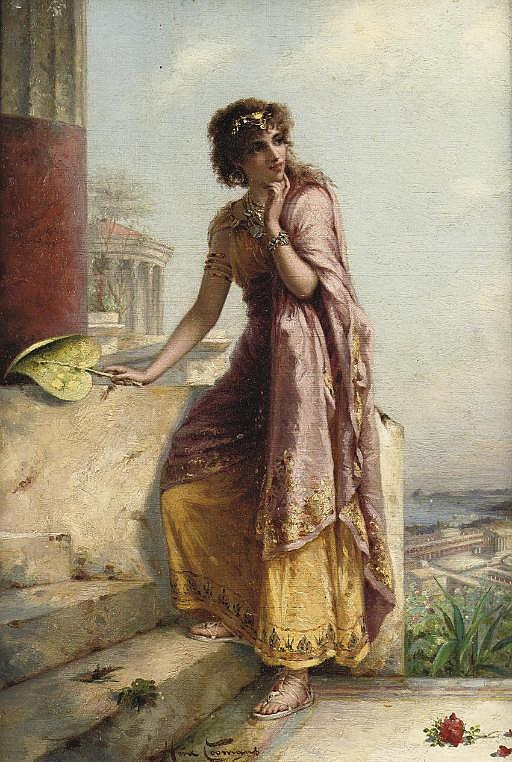
Una giovane donna presso un tempio (ca 1900).
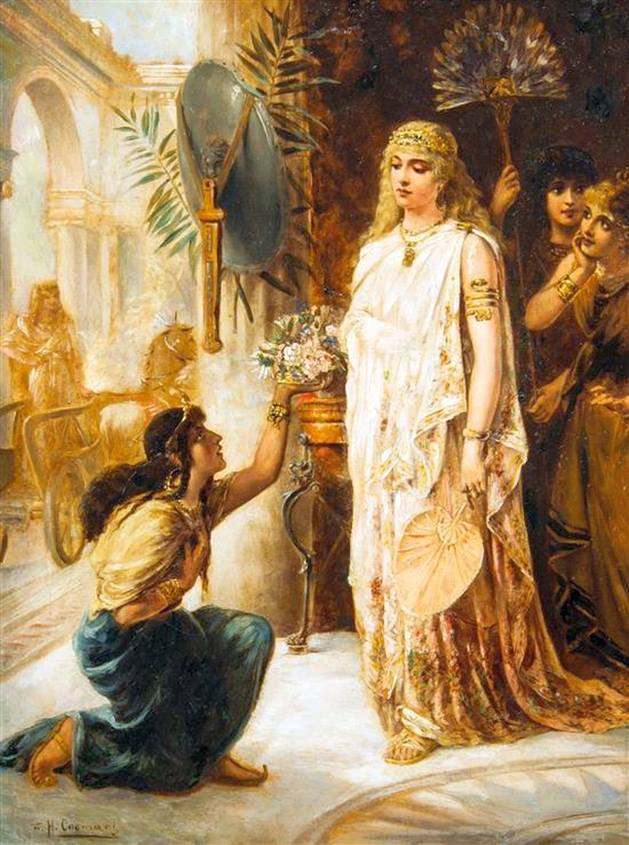
Una donna che supplica (ca 1900).